# Kubajbat
Kubajbat (arab. قبيبات) – wieś w Syrii, w muhafazie Hama. W 2004 roku liczyła 483 mieszkańców.